# Faral
Faral är en ordlek som också blev ett smeknamn på ordets upphovsman, kronprins Karl, den blivande Karl XV.

## Ordets uppkomst
Ordleken ska ha uppkommit när prinsen en gång under studietiden i Uppsala, hörde att en far gett sin son en "duktig moralkaka". Prinsen, i ett försök att vitsa, menade att det kanske hellre borde heta faralkaka. Därmed var hans öknamn "Faral" eller "Faralen" etablerat, och det användes snabbt även i den dåtida pressen. Författaren Thomas von Vegesack berättade i ett föredrag att han vid forskning i Stockholmspressen om förhållandena i Stockholm 1851 upprepade gånger stötte på det mystiska ordet "Faral", skrivet utan någon åtföljande förklaring om att det var kronprinsen som avsågs.
Ett exempel är satirikern Henrik Bernhard Palmær, som 1854 skriver i Östgöta Gazetten apropå   Krimkriget: "... Man vill veta att, i händelse av krig med Ryssland, skall i Haparanda förläggas en frikår, bestående av Sveriges unga och krigslystna poeter, väpnade en och var med sina av mordiskhet blixtrande verser. - - -  Den frejdade Faralen tros bliva frikårens anförare."

## Ordets användning i vidare bemärkelse
SAOB anger (1924) att faral är "en numera knappast bruklig ordlek eller vits som söker väcka löje genom sin barockhet. Den består vanligen i att en större eller mindre del av ett ord utbytes mot sin motsats." Ordleken faral går ut på att byta ut en stavelse i ett ord med en stavelse med motsatt betydelse. Ett exempel på en dubbelfaral: Sjöberg blir Landdal.